# Lac Mweru Wantipa
Ne doit pas être confondu avec le Lac Moero ou le Lac Moéris
Le lac Mweru Wantipa (aussi écrit Mweru-wa-Ntipa) est un lac et un système marécageux de la province Septentrionale en Zambie. 

## Protection
Le parc national du Mweru Wantipa est situé à l’ouest du lac, et le domaine de chasse de Kaputa à l’est de celui-ci. L'ensemble, constitué du lac, du parc national et du domaine de chasse est désigné site Ramsar depuis le 2 février 2007.